# خانقاه، جلفا
خانقاه، جلفا (به ترکی آذربایجانی: Xanəgah) عوارضی جغرافیایی در جمهوری آذربایجان است که در شهرستان جلفا واقع شده‌است. خانقاه ۱٬۲۱۲ نفر جمعیت دارد.